# 馬萊塔省
9°00′S 161°00′E / 9.000°S 161.000°E

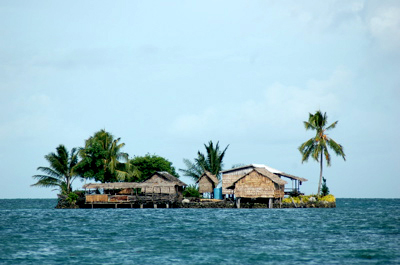
馬萊塔省人工島

馬萊塔省（Malaita Province）是所羅門群島面積最大且人口最多的省。統轄範圍包含主島馬萊塔島，以及南馬萊塔島、斯凱亞納島、翁通爪哇環礁等島嶼。首府奧基為該省最大城市，自1909年成為該省的行政中心。
該省面積約有4,225 km2（1,631 sq mi），人口約160,583人，人口主要由美拉尼西亞人所組成。該省迄今仍保留許多獨特的傳統文化，其聘礼制度與周邊島嶼相比有其獨特之處，且至今仍有貝幣的製作及流通。
1893年，庫拉科號的艦長吉柏森（Captain Gibson R.N.）宣布南索羅門群島為英國的保护国，英屬所羅門群島於焉成立，馬萊塔正式納入大英帝國行政體系中。

## 族群
該省的人口組成主要為美拉尼西亞人，離島翁通爪哇環礁和斯卡亞納則主要為玻里尼西亞人。從文化看來，這兩個島嶼的文化屬於玻里尼西亞文化，但因為其分布位置位於傳統玻里尼西亞的分布領域之外，被歸類為域外玻里尼西亞人。

## 傳統文化
索羅門群島至今仍有貝幣流通，而主要即馬萊塔島的在蘭加蘭加潟湖製造。島民會將貝殼切割拋光成為貝珠，再將其鑽孔後，以繩子串起做為貨幣使用。加工完成後的貝幣稱為「貝珠錢」（tafuliae），每串長度約1.5公尺。貝珠錢可以用作聘禮、喪禮和賠償，也可以用於交易貨品，與現金的功能相近。此外也以穿戴於身上裝飾，以顯示其地位。至今蘭加蘭加潟湖的居民仍有持續製造貝珠錢的傳統，但大多數為上一輩傳承下來的。

## 島礁
蘭加蘭加潟湖及拉悟潟湖的島民有建造人工島的傳統，包含福納夫島、福奧達島、蘇魯福島、薩瓦島、費拉蘇布阿島，及阿達格格島等。這些居住在潟湖的人們稱自己為「海人」（wane i asi），稱住在主島的人稱為「陸人」（wane i tolo）。在歷史上，兩個族群曾經互有衝突，因此這些潟湖居民便建造了人工島以防禦「陸人」的攻擊。由於蚊子無法在海水上生存，因此居住在人工島上的島民也可以免於蚊子的侵擾，至仍有拉悟人居住於人工島上。

## 政治
马莱塔省政府与所罗门群岛中央政府长期对立。2019年，索羅門群島與中華民國斷交，改與中華人民共和國建交，此舉引起馬萊塔省居民強烈不滿，時任省長丹尼爾·蘇達尼拒絕接受與中華人民共和國的外交關係，並在其任內尋求舉辦獨立公投。

## 下轄城鎮
馬萊塔省共有33個城鎮（ward）。
| 城鎮                | 英文名              | 島嶼                            | 2009年人口 |
| ------------------- | ------------------- | ------------------------------- | ---------- |
| 奧基                | Auki                | 馬萊塔島                        | 5,105      |
| 艾梅拉              | Aimela              | 馬萊塔島                        | 7,639      |
| 布馬                | Buma                | 馬萊塔島                        | 6,223      |
| 福阿布              | Fauabu              | 馬萊塔島                        | 8,830      |
| 西貝古/法塔萊卡     | West Baegu/Fataleka | 馬萊塔島                        | 2,477      |
| 曼達魯亞/福洛塔納   | Mandalua/Folotana   | 馬萊塔島                        | 2,749      |
| 福翁多/瓜奧         | Fo'ondo/Gwaiau      | 馬萊塔島                        | 5,532      |
| 馬盧烏              | Malu'u              | 馬萊塔島                        | 4,333      |
| 馬塔瓦勞            | Matakwalao          | 馬萊塔島                        | 2,760      |
| 塔誇                | Takwa               | 馬萊塔島                        | 10,070     |
| 東貝古              | East Baegu          | 馬萊塔島                        | 4,781      |
| 豐達                | Fouenda             | 馬納翁巴島                      | 1,885      |
| 蘇魯福島            | Sulufou/Kwarande    | 蘇魯福島                        | 866        |
| 蘇貝努/布里阿尼亞西 | Sububenu/Burianiasi | 馬萊塔島                        | 5,094      |
| 納菲努阿            | Nafinua             | 馬萊塔島、雷利島（Leli Island） | 4,195      |
| 福馬馬努/夸伊       | Faumamanu/Kwai      | 馬萊塔島                        | 3,592      |
| 古拉羅福            | Gulalofou           | 馬萊塔島                        | 6,031      |
| 瓦內阿古/泰拉納西納 | Waneagu/Taelanasina | 馬萊塔島                        | 3,478      |
| 艾艾西              | Aiaisi              | 馬萊塔島                        | 3,574      |
| 亞利亞              | Areare              | 馬萊塔島                        | 3,525      |
| 拉羅伊蘇            | Raroisu'u           | 馬萊塔島                        | 4,988      |
| 阿巴/阿西梅魯       | Aba/Asimeuru        | 馬萊塔島                        | 4,936      |
| 阿西梅              | Asimae              | 馬萊塔島                        | 3,043      |
| 馬雷霍              | Mareho              | 馬萊塔島                        | 2,550      |
| 台伊                | Tai                 | 馬萊塔島                        | 4,650      |
| 夸克瓦里奧          | Kwarekwareo         | 馬萊塔島                        | 1,921      |
| 西西                | Siesie              | 馬萊塔島                        | 3,747      |
| 瓦內古西拉納西納    | Waneagu Silana Sina | 馬萊塔島                        | 5,121      |
| 凱梅拉/拉德法蘇     | Keaimela/Radefasu   | 馬萊塔島                        | 9,634      |
| 蘭加蘭加            | Langalanga          | 蘭加蘭加島群                    | 1,922      |
| 盧安紐亞            | Luaniua             | 翁通爪哇環礁                    | 1,396      |
| 帛琉島              | Pelau               | 帛琉島                          | 700        |
| 斯凱亞納            | Sikaiana            | 斯凱亞納島                      | 249        |
|                     | 馬萊塔省            |                                 | 515,870    |

## 島嶼
- 阿達格格島（英语：Adagege）
- 阿利特島（英语：Alite Island）
- 阿努塔佩納島（英语：Anuta Paina）
- 法沃島
- 費拉蘇布阿島（Ferasubua）
- 福奧達島（Foueda）
- 福納夫島（英语：Funaafou）
- 勞拉西島（英语：Laulasi Island）
- 馬納翁巴島（英语：Maana'omba）
- 馬萊塔島
- 馬圖亞維島（英语：Matuavi）
- 南馬萊塔島（英语：South Malaita Island）
- 姆巴薩卡納島（英语：Mbasakana）
- 恩代島（英语：Ndai）
- 翁通爪哇環礁（英语：Ontong Java Atoll）
- 薩瓦島（Saua）
- 斯凱亞納島（Sikaiana）
- 蘇魯福島（英语：Sulufou）
- 特豪雷島（英语：Tehaolei）